# Simrishamn (đô thị)
Đô thị Simrishamn (tiếng Thụy Điển: Simrishamn kommun) là một đô thị ở hạt Skåne của Thụy Điển. Thủ phủ là thị xã Simrishamn. Dân số thời điểm 31 tháng 12 năm 2000 là 19303 người.